# Francesco Calbo Crotta
Francesco Calbo Crotta, auch einfach Francesco Calbo (* 24. August 1760 in Venedig; † 13. November 1827 in Venedig), war ein venezianischer Autor und Politiker, als Venedig von Frankreich und Österreich beherrscht wurde. Er war von Oktober 1818 bis zu seinem Tod über neun Jahre lang eingesetzter Bürgermeister (Podestà) des zu dieser Zeit österreichischen Venedigs. Ihm folgte Domenico Morosini im Amt.

## Leben

### Herkunft und Ausbildung, abgebrochene Ämterlaufbahn (1797)
Francesco Calbo entstammte zwei adligen Familien; sein Vater war Giovanni Marco, seine Mutter Lucrezia Crotta. Wie die meisten männlichen Angehörigen der Adelsfamilien Venedigs absolvierte Calbo die diesem Stand vorbehaltenen Ämter. So war er Savio agli Ordini von 1785 bis 1790 und von September 1796 bis März 1797. Als sich die Republik selbst auflöste, um der Auflösung durch Napoleon zuvorzukommen, war er noch immer im Amt. 1797 besetzte Napoleon Venedig, das von 1798 bis Ende 1805 an Österreich fiel, um dann wieder bis 1815 an Frankreich zu gehen. Wie die meisten Adligen verlor auch Calbo den Zugang zu den öffentlichen Ämtern. Die privaten Vermögen wurden darüber hinaus zur Kriegsfinanzierung herangezogen, so dass Viele verarmten. Die Franzosen ließen die Korporationen auflösen, die Zahl der Kirchengemeinden wurde von 70 auf 39 reduziert, die meisten Klöster aufgelöst. 1797 bis 1820 verkauften 700 der 1100 Patrizierfamilien ihren Besitz auf dem Festland und ihren Palast in Venedig.

### Österreichische Herrschaft (ab 1814/15)
Prinz Heinrich XV. Reuß zu Greiz übernahm für Österreich am 20. April 1814 formal die Stadtregentschaft, Heinrich wurde bis 1816 erster Generalgouverneur von Venedig. Nach dem Ende der napoleonischen Herrschaft reiste Bürgermeister Gradenigo nach Wien, um dem Kaiser die Ergebenheit der Venezianer anzuzeigen. Sein Nachfolger Marco Molin starb im April 1818 nach kaum 14 Monaten im Amt. Venedig wurde neben Mailand zwar zur Residenzstadt, doch der seit 1818 regierende Vizekönig, Erzherzog Rainer, schilderte 1819 die Stadt in düsteren Zügen.

### Rechtfertigungsschrift zur Regierungsform der aufgelösten Republik Venedig (1799)
Ähnlich wie sein Bruder Filippo hatte sich Calbo aus der Politik herausgehalten. Noch 1798 (oder 1799) hatte er allerdings in seiner Memoria che può servire alla storia politica degli ultimi otto anni della Repubblica di Venezia in geradezu nostalgischer Weise Schriften derjenigen Aristokraten attackiert, die mit den demokratischen Regierungen kooperiert hatten. Vor allem richtete sich seine Kritik gegen die Linie des Francesco Donà.
Während er auf der faktischen und prozessualen Ebene als durchaus verlässlich gilt, dienen seine Deutungsversuche der Rechtfertigung und Belobigung der venezianischen Verfassung und der Rolle des auf Autonomie beharrenden Teils der Signoria, insbesondere des Senats. Im Gegensatz zu anderen Autoren seiner Zeit glaubte Calbo nicht daran, dass es der strenge Konservatismus der herrschenden Adelsfamilien war, der die Unfähigkeit auf eine angemessene Reaktion auf die ökonomischen und politischen Veränderungen und infolgedessen das Ende der Republik herbeigeführt hatte. Er glaubte weiterhin an ein vollkommenes politisches System. Dessen konservative Seiten erleichterten ihm später die Annäherung an das Habsburger-Regiment nach 1815.

### Weitere Publikationen
Seine beinahe wöchentliche Korrespondenz mit Giacomo Giustinian, vor allem aber seine Annotazioni zu den Sitzungen des Consiglio dei rogati, des Senats, zeigen, dass die politischen Umwälzungen zudem sein Denken verändert hatten. Er wollte die tägliche Arbeit des Senats zwischen 1785 und 1797 aufzeigen, wobei er den internen Diskussionen bis in die feinsten Verästelungen folgte. Daher ist sein Werk eine bedeutende Quelle für die Denkweise, die in den führenden Gruppen des venezianischen Adels vorherrschte.
Darüber hinaus gab er das Werk seines Onkels Sebastiano Crotta (1732–1817) heraus, seine Memorie storico-civili sul governo della Repubblica di Venezia, ein historisch bedeutsames Werk, da es teils auf nur ihm zugänglichen Quellen basiert, das jedoch erst nach seinem Tod erschien.

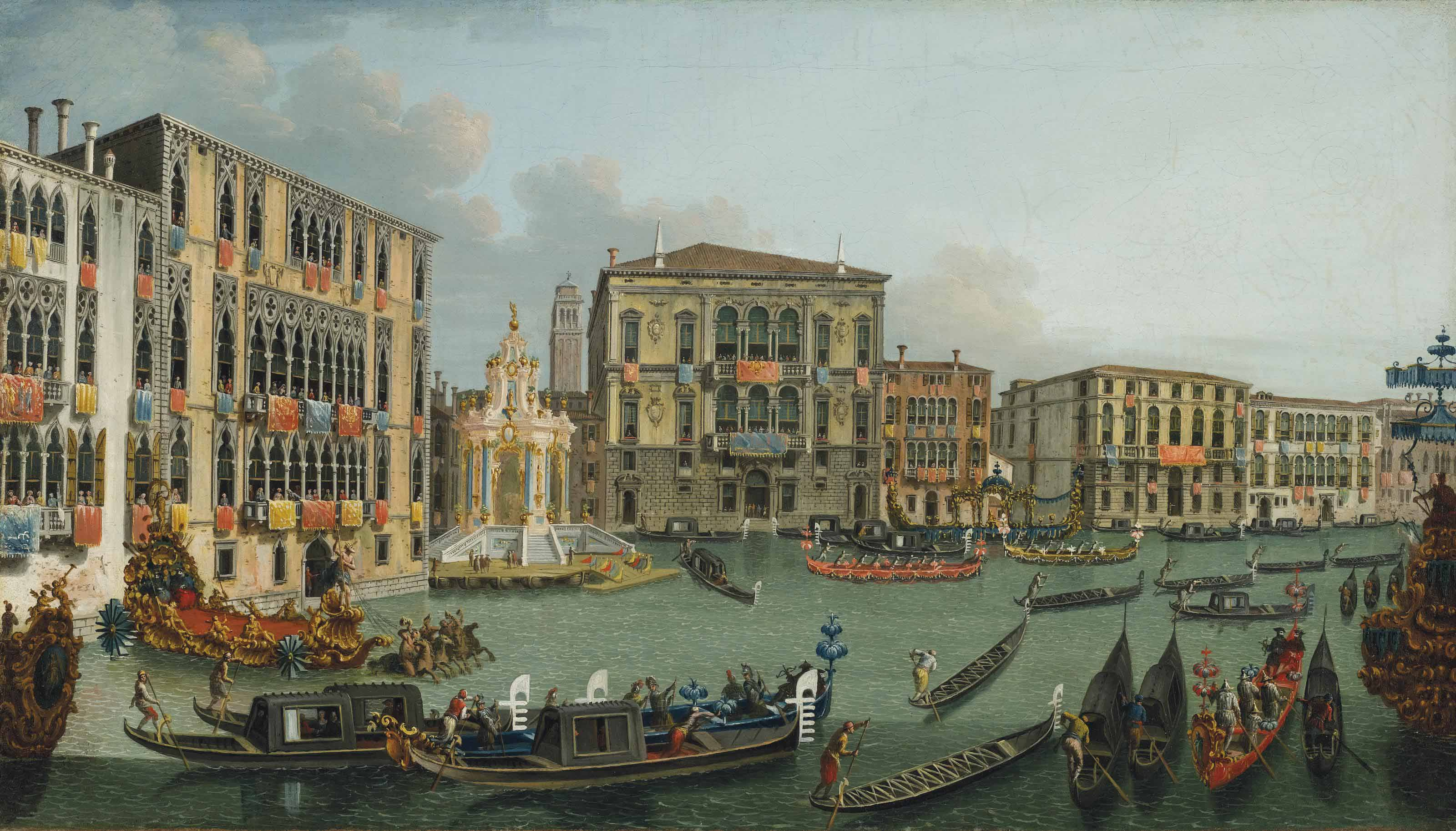
Regatta auf dem Canal Grande, 1820, Vincenzo Chilone (1758–1839), 55,6 mal 97 cm, Öl auf Leinwand, Privatsammlung

### Erste Wiederanstellung im Staatsdienst (1816), Podestà (1818), Ateneo Veneto (1826)
Erst mit der Rückkehr des für ihn essentiellen Friedens und der Ordnung nahm er 1816 erstmals wieder ein öffentliches Amt an, nämlich das des Vizepräsidenten der Commissione generale di beneficenza, der für die öffentliche Wohlfahrt zuständigen Behörde.
1824 saß er im Rat des Konvikts von S. Caterina, zwei Jahre später wurde er Ehrenmitglied des Ateneo Veneto. Inzwischen hatte er so hohes Ansehen erworben, dass ihn die österreichische Stadtregentschaft zum Podestà ernannte.
Die Österreicher planten, die Lagune in ein Festungssystem zum Schutz des Hinterlands einzubeziehen. Daher wollten sie die Flüsse Brenta und Sile wieder in die Lagune leiten. Zudem wurden über zwanzig Kanäle in der Kernstadt zugeschüttet. Wien versuchte in den Augen der Venezianer aus Venedig eine gewöhnliche Provinzstadt zu machen. Trotz der schweren Überflutungen der Jahre 1816, 1823, 1825 und 1827 kam es zu keiner Einigung. Erst nach der Überschwemmung von 1839 strömte der Brenta auf Anordnung aus Wien bei Chioggia in die Lagune (bis 1896).

### Testament (1821) und Tod
In seinem Testament aus dem Jahr 1821 vermachte er aus Dankbarkeit für die Förderung zahlreiche Handschriften dem Seminar des Patriarchats, bzw. dem Patriarchen Francesco Maria Milesi (1816–1819), der das Institut gegründet hatte. Auf seinem Grabstein stand: „Francesco Calbo Crotta, uomo di prische abitudini, che moriva nel 1827, dopo essere stato Podestà di Venezia“.

## Werke
- Roberto Cessi (Hrsg.): Verbali delle sedute della Municipalità provvisoria di Venezia 1767. im Appendice (Anhang): Le "Annotazioni" di Francesco Calbo alle sedute dei Consigli dei Rogatti (1785-1797), Bologna 1942, 2. Aufl. Forni Editore 1971.